# Гребени (Башкортостан)
Гребени (баш. Гребени) — упразднённая в 2005 году деревня Баженовского сельсовета Бирского района Республики Башкортостан. С 2008 года, после упразднения Баженовского сельсовета, находится на территории Бахтыбаевского сельсовета.

## География
Находился на автодороге от Баженово в Бахтыбаево, вблизи впадения в главную реку района Белую её притока Бирь.

### Географическое положение
Расстояние до (на 1 января 1969):
- районного центра (Бирск): 16 км,
- центра сельсовета (Баженово (Бирский район)): 6 км,
- ближайшей ж/д станции (Загородная): 95 км.

## История
Происходит, как указывает О. В. Тугузбаева, от названия горы Гребени, которое, в свою очередь, от «гребень — верхний край, верхушка чего — либо».
Закон «О внесении изменений в административно-территориальное устройство Республики Башкортостан в связи с образованием, объединением, упразднением и изменением статуса населённых пунктов, переносом административных центров» от 20 июля 2005 года № 211-з., ст.1 гласил:

4. Упразднить следующие населённые пункты:
….

10) в Бирском районе:
а) деревню Гребени Баженовского сельсовета;
б) село Дубровка Осиновского сельсовета;

в) деревню Елгашево Маядыковского сельсовета

## Население
На 1 января 1969 года проживали 52 человека; преимущественно русские.

## Транспорт
Стоит на автодороге «Баженово — Верхнелачентау» (идентификационный номер 80 ОП МЗ 80Н-171). Остановка общественного транспорта «Гребени».